# Lista siturilor arheologice din județul Călărași - B
Lista siturilor arheologice din județul Călărași - B conține toate siturile arheologice din județul Călărași înscrise în Repertoriul Arheologic Național (RAN) și aflate în localități al căror nume începe cu litera B. RAN este administrat de Ministerul Culturii și Patrimoniului Național și cuprinde date științifice, cartografice, topografice, imagini și planuri, precum și orice alte informații privitoare la zonele cu potențial arheologic, studiate sau nu, încă existente sau dispărute.
Puteți căuta un sit din localitățile care încep cu litera B folosind formularul de mai jos sau puteți naviga prin toate siturile din județ la Lista siturilor arheologice din județul Călărași.
| Cod RAN                                | Denumire | Localitate                            | Adresă        | Datare                        | Descoperit               | Coordonate                                    | Imagine           | Erori            |
| -------------------------------------- | --- | ------------------------------------- | ------------- | ----------------------------- | ------------------------ | --------------------------------------------- | ----------------- | ---------------- |
| 101467.01.01 (Cod LMI: CL-I-s-B-14529) | Situl arheologic de la Budești - "Ciocârla" / ansamblu anonim (Categorie: locuire civilă) (Tip: Așezare)         | oraș Budești                          | Ciocârla      | Tei                           |                          |                                               | Încărcați imagine | Raportați eroare |
| 101467.01.02 (Cod LMI: CL-I-s-B-14529) | Situl arheologic de la Budești - "Ciocârla" / ansamblu anonim (Categorie: locuire civilă) (Tip: Așezare)         | oraș Budești                          | Ciocârla      | Coslogeni - aspectul Radovanu |                          |                                               | Încărcați imagine | Raportați eroare |
| 101467.01.03 (Cod LMI: CL-I-s-B-14529) | Situl arheologic de la Budești - "Ciocârla" / ansamblu anonim (Categorie: locuire civilă) (Tip: Așezare)         | oraș Budești                          | Ciocârla      | geto-dacică                   |                          |                                               | Încărcați imagine | Raportați eroare |
| 101467.01.04 (Cod LMI: CL-I-s-B-14529) | Situl arheologic de la Budești - "Ciocârla" / ansamblu anonim (Categorie: locuire civilă) (Tip: Necropolă)       | oraș Budești                          | Ciocârla      |                               |                          |                                               | Încărcați imagine | Raportați eroare |
| 101092.01.01                           | Așezarea Gumelnița de la Belciugatele - "Măriuța" / ansamblu anonim (Categorie: locuire civilă) (Tip: Așezare)   | sat Belciugatele, comuna Belciugatele | Măriuța       | Gumelnița                     |                          | 44°33′12″N 26°28′34″E / 44.55333°N 26.47611°E | Încărcați imagine | Raportați eroare |
| 93469.01.01                            | Siliștea medievală de la Boșneagu / ansamblu anonim (Categorie: locuire civilă) (Tip: Așezare)                   | sat Boșneagu, comuna Dorobanțu        |               |                               | Done Șerbănescu 2006     | 44°15′10″N 26°55′35″E / 44.2528°N 26.9265°E   | Încărcați imagine | Raportați eroare |
| 93469.02.01                            | Situl arheologic de la Boșneagu / ansamblu anonim (Categorie: locuire civilă) (Tip: Așezare)                     | sat Boșneagu, comuna Dorobanțu        |               | geto-dacică sec. II-I a.Chr.  | Radu Vulpe 1924          | 44°14′48″N 26°55′33″E / 44.24658°N 26.92575°E | Încărcați imagine | Raportați eroare |
| 93469.02.02                            | Situl arheologic de la Boșneagu / ansamblu anonim (Categorie: locuire civilă) (Tip: Așezare)                     | sat Boșneagu, comuna Dorobanțu        |               | Dridu sec. IX-X               | Radu Vulpe 1924          | 44°14′48″N 26°55′33″E / 44.24658°N 26.92575°E | Încărcați imagine | Raportați eroare |
| 93469.03                               | Așezarea medievală din vatra satului Boșneagu / ansamblu anonim (Categorie: locuire civilă)                      | sat Boșneagu, comuna Dorobanțu        | Vatra satului |                               | Radu Vulpe 1924          | 44°14′10″N 26°55′37″E / 44.23608°N 26.92694°E | Încărcați imagine | Raportați eroare |
| 93469.03.01                            | Așezarea medievală din vatra satului Boșneagu / ansamblu anonim (Categorie: locuire civilă) (Tip: așezare)       | sat Boșneagu, comuna Dorobanțu        | Vatra satului | Dridu sec. IX-XI              | Radu Vulpe 1924          | 44°14′10″N 26°55′37″E / 44.23608°N 26.92694°E | Încărcați imagine | Raportați eroare |
| 93469.03.02                            | Așezarea medievală din vatra satului Boșneagu / ansamblu anonim (Categorie: locuire civilă) (Tip: așezare)       | sat Boșneagu, comuna Dorobanțu        | Vatra satului | sec. XIV-XVIII                | Radu Vulpe 1924          | 44°14′10″N 26°55′37″E / 44.23608°N 26.92694°E | Încărcați imagine | Raportați eroare |
| 93469.03.03                            | Așezarea medievală din vatra satului Boșneagu / ansamblu anonim (Categorie: locuire civilă) (Tip: Locuire)       | sat Boșneagu, comuna Dorobanțu        | Vatra satului | hunică sec. V p.Chr           | Radu Vulpe 1924          | 44°14′10″N 26°55′37″E / 44.23608°N 26.92694°E | Încărcați imagine | Raportați eroare |
| 93469.03.04                            | Așezarea medievală din vatra satului Boșneagu / ansamblu anonim (Categorie: locuire civilă) (Tip: tezaur)        | sat Boșneagu, comuna Dorobanțu        | Vatra satului | greacă sec. III-II            | Radu Vulpe 1924          | 44°14′10″N 26°55′37″E / 44.23608°N 26.92694°E | Încărcați imagine | Raportați eroare |
| 93469.04.01                            | Așezarea eneolitică de la Boșneagu / ansamblu anonim (Categorie: locuire civilă) (Tip: Așezare)                  | sat Boșneagu, comuna Dorobanțu        |               | Gumelnița - A2                | Niță Angelescu 1953-1954 | 44°13′40″N 26°55′58″E / 44.22778°N 26.93278°E | Încărcați imagine | Raportați eroare |
| 93904.01.01                            | Așezarea de epoca bronzului de la Buzoineni / ansamblu anonim (Categorie: locuire civilă) (Tip: Așezare)         | sat Buzoeni, oraș Lehliu Gară         |               | Coslogeni                     |                          | 44°25′03″N 26°49′49″E / 44.4175°N 26.83028°E  | Încărcați imagine | Raportați eroare |
| 101092.02.01                           | Situl arheologic de la Belciugatele / ansamblu anonim (Categorie: locuire civilă) (Tip: Așezare)                 | sat Belciugatele, comuna Belciugatele |               | geto-dacică                   | 1972                     | 44°29′23″N 26°25′59″E / 44.48972°N 26.43306°E | Încărcați imagine | Raportați eroare |
| 101092.02.02                           | Situl arheologic de la Belciugatele / ansamblu anonim (Categorie: locuire civilă) (Tip: Așezare)                 | sat Belciugatele, comuna Belciugatele |               | Dridu sec. IX-XI              | 1972                     | 44°29′23″N 26°25′59″E / 44.48972°N 26.43306°E | Încărcați imagine | Raportați eroare |
| 93469.05.01                            | Situl arheologic de la Boșneagu-Vatra satului / ansamblu anonim (Categorie: locuire) (Tip: așezare)              | sat Boșneagu, comuna Dorobanțu        | Vatra satului | Dridu                         | Radu Vulpe 1924          | 44°13′47″N 26°55′53″E / 44.22975°N 26.93136°E | Încărcați imagine | Raportați eroare |
| 93469.05.02                            | Situl arheologic de la Boșneagu-Vatra satului / ansamblu anonim (Categorie: locuire) (Tip: așezare)              | sat Boșneagu, comuna Dorobanțu        | Vatra satului |                               | Radu Vulpe 1924          | 44°13′47″N 26°55′53″E / 44.22975°N 26.93136°E | Încărcați imagine | Raportați eroare |
| 93682.02.01                            | Așezarea Coslogeni de la Bogata - Lac Gălățui / ansamblu anonim (Categorie: locuire) (Tip: așezare)              | sat Bogata, comuna Grădiștea          | Lac Gălățui   | Coslogeni sf. Mil. II î.Hr.   |                          | 44°13′11″N 27°07′05″E / 44.21972°N 27.11809°E | Încărcați imagine | Raportați eroare |
| 92970.01.01                            | Așezarea Coslogeni de la Borcea / ansamblu anonim (Categorie: locuire) (Tip: așezare)                            | sat Borcea, comuna Borcea             |               | Coslogeni sf. Mil. II î.Hr.   |                          | 44°19′43″N 27°44′22″E / 44.32861°N 27.73934°E | Încărcați imagine | Raportați eroare |
| 92970.02                               | Așezarea Coslogeni de la Borcea, cartier Pietroiu - Centru / ansamblu anonim (Categorie: locuire) (Tip: așezare) | sat Borcea, comuna Borcea             | Centru        | Coslogeni sf. Mil. II î.Hr.   |                          | 44°19′16″N 27°42′48″E / 44.32114°N 27.71339°E | Încărcați imagine | Raportați eroare |
| 93682.03.01                            | Așezarea de epoca bronzului de la Bogata / ansamblu anonim (Categorie: locuire) (Tip: așezare)                   | sat Bogata, comuna Grădiștea          |               | Coslogeni sf. Mil. II î.Hr.   |                          | 44°15′08″N 27°07′26″E / 44.25218°N 27.12392°E | Încărcați imagine | Raportați eroare |